# モーリス楽器製造
モーリス楽器製造株式会社は、長野県松本市のギターメーカーである。

## 沿革
- 1961年1月：創業。
- 1967年3月：長野県松本市芳野町で芳野楽器としてアコースティックギターの製造開始。
- 1972年2月：社名をモーリス楽器製造株式会社に変更し「MORRIS」ブランドのアコースティックギターの量産を始める。
- 2002年9月：検品と在庫管理、流通システムを備えた松本商品センターを建設。
- 2010年4月：「フィンガーピッキング・デイ」10周年を記念して歴代チャンピオンが集合し「フィンガーピッキング・エキシビジョン」を開催。

## 概要
1967年創業、1970年代のフォークブームにおけるギター生産の一翼を担い、モリダイラ楽器の発表したモーリスギターを生産。かまやつひろしをキャラクターに起用した「モーリス持てばスーパースターも夢じゃない」というキャッチフレーズのCM効果もあって、当時は年間30万本ものギターを製造していた。1970年代は、オールナイトニッポンのスポンサーとなり、谷村新司や堀内孝雄がCMキャラクターとして出演していた。
2000年にモリダイラ楽器の社長である皆川洋一が社長に就き、2002年に森平茂生が専務に就いて日本国内工場の閉鎖に反対して新シリーズを立ち上げ、入門用ギターブランドから高級ギターブランドへ戦略を転換 した。
近年はフィンガーピッカー向けのSシリーズをはじめとするさまざまなシリーズのギターを発売し、「新生Morris～大量生産から、半手工品へ～」のキャッチフレーズを掲げ、良質なギターを作り続けている。また、日本のトップギタールシアーである横山正が在籍していた。
現在は山田博文代表取締役支配人のもと、取締役部長の森中巧（もりなかたくみ）がマスタールシアーとして堀内孝雄をはじめ岡崎倫典や打田十紀夫、南澤大介といったプロミュージシャンのカスタムモデルや、オーダーメイド体制のルシアーメイド・プレミアムシリーズを手掛け、国内はもとより海外からもルシアーとして高い評価を得ている。
ルシアーメイド・プレミアムシリーズで培った新しい技術やアイデアをスタンダードラインであるハンドメイド・プレミアムシリーズに反映させ、複数の専門の職人による作業分担をすることにより、高品質な国産ギターを比較的リーズナブルな価格で提供している。
一方、より安価なパフォーマーズ・エディションシリーズは、生産は中国をはじめとした海外製ではあるが、全数を松本工場内で専門の職人による検品・調整を施してから楽器店などに流通させる“極めて国産に近い海外製ギター”として、初心者でも安心して末永く愛用できる品質が評価されている。

## 主な製品ライン
- ルシアーメイド・プレミアムシリーズ
- ハンドメイド・プレミアムシリーズ
- パフォーマーズ・エディションシリーズ